# Олоротитан
Олоротитан (лат. Olorotitan) — род орнитоподных динозавров из подсемейства ламбеозаврин (Lambeosaurinae) семейства гадрозаврид (Hadrosauridae), живших в конце позднемеловой эпохи (маастрихт). Ископаемые остатки были обнаружены в отложениях местонахождения Кундур в Амурской области (Россия), относящихся к удурчуканской свите. Включает единственный вид — Olorotitan arharensis.

## История открытия

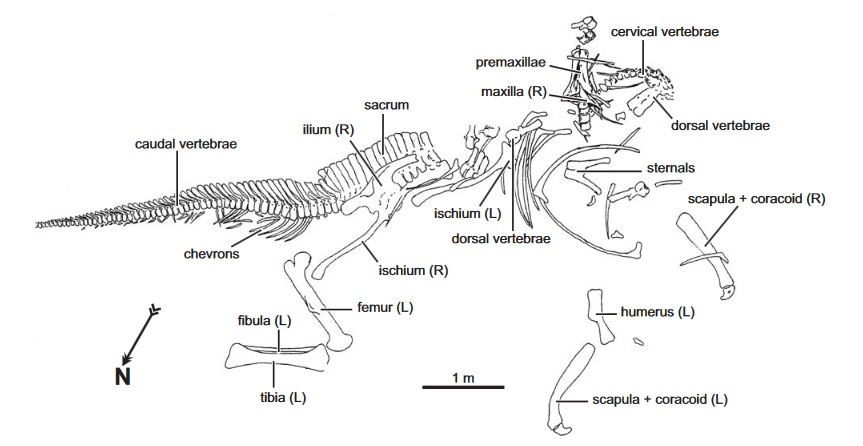
Голотип in situ

В 1991 году, при проведении дорожных работ на юго-востоке Амурской области, были найдены ископаемые кости позднемеловых динозавров. Сотрудники Амурского комплексного научно-исследовательского института первыми начали раскопки в этом местонахождении, получившем название Кундурское (по названию расположенной поблизости железнодорожной станции). В 1999 году ими был обнаружен почти полный скелет неизвестного ранее динозавра. На следующий год к специалистам из Амурского КНИИ присоединились палеонтологи из Королевского института естественных наук Бельгии и Палеонтологического института РАН. Извлечение костей из породы продолжалось три полевых сезона и в 2003 году было опубликовано описание этого нового вида. Гадрозавр из Кундура был классифицирован в составе ламбеозаврин и получил название Olorotitan arharensis (что в переводе на русский означает «гигантский лебедь из Архары»). Скелет был смонтирован и теперь экспонируется в музее Королевского института естественных наук Бельгии.

## Описание

Сравнительный размер

Скелет олоротитана — самый полный из всех скелетов ламбеозаврин, обнаруженных за пределами Северной Америки. Этот динозавр был одним из самых крупных представителей своего семейства, достигая в длину 8—10 метров. Он характеризуется уникальными для гадрозаврид признаками, самый очевидный из которых — гребень, венчающий череп. Длинный шейный отдел ящера сформирован восемнадцатью позвонками, в то время как их самое большое количество у других гадрозаврид равно пятнадцати. Олоротитан отличается и количеством крестцовых позвонков: их у ящера около 15—16 (у прочих гадрозаврид — в среднем 10—12). Вдоль хвоста олоротитана проходили окостенелые сухожилия, которые делали хвост очень жёстким и малоподвижным в вертикальной плоскости. Не исключена патологическая природа такого сочленения.
Как и другие гадрозавры, олоротитан мог передвигаться как на двух, так и на четырёх ногах. Строение черепа позволяло перетирать жёсткую растительную пищу, а многочисленные зубы сменялись на протяжении всей жизни. Широкий, полый гребень, образованный из расширенных костей черепа, был пронизан носовыми путями и, вероятно, использовался для подачи трубных звуков.

## Палеобиология
Олоротитан при жизни имел несколько ракообразных опухолей и, похоже, хромал на одну ногу, постольку пяточная и таранная кость были сросшимися с большой и малой берцовыми костями.
Олоротитан многократно подвергался нападениям теропод. Имеются повреждения позвоночного столба, пояса конечностей, нижней челюсти и дистальных позвонков хвостового отдела.

## Палеоэкология

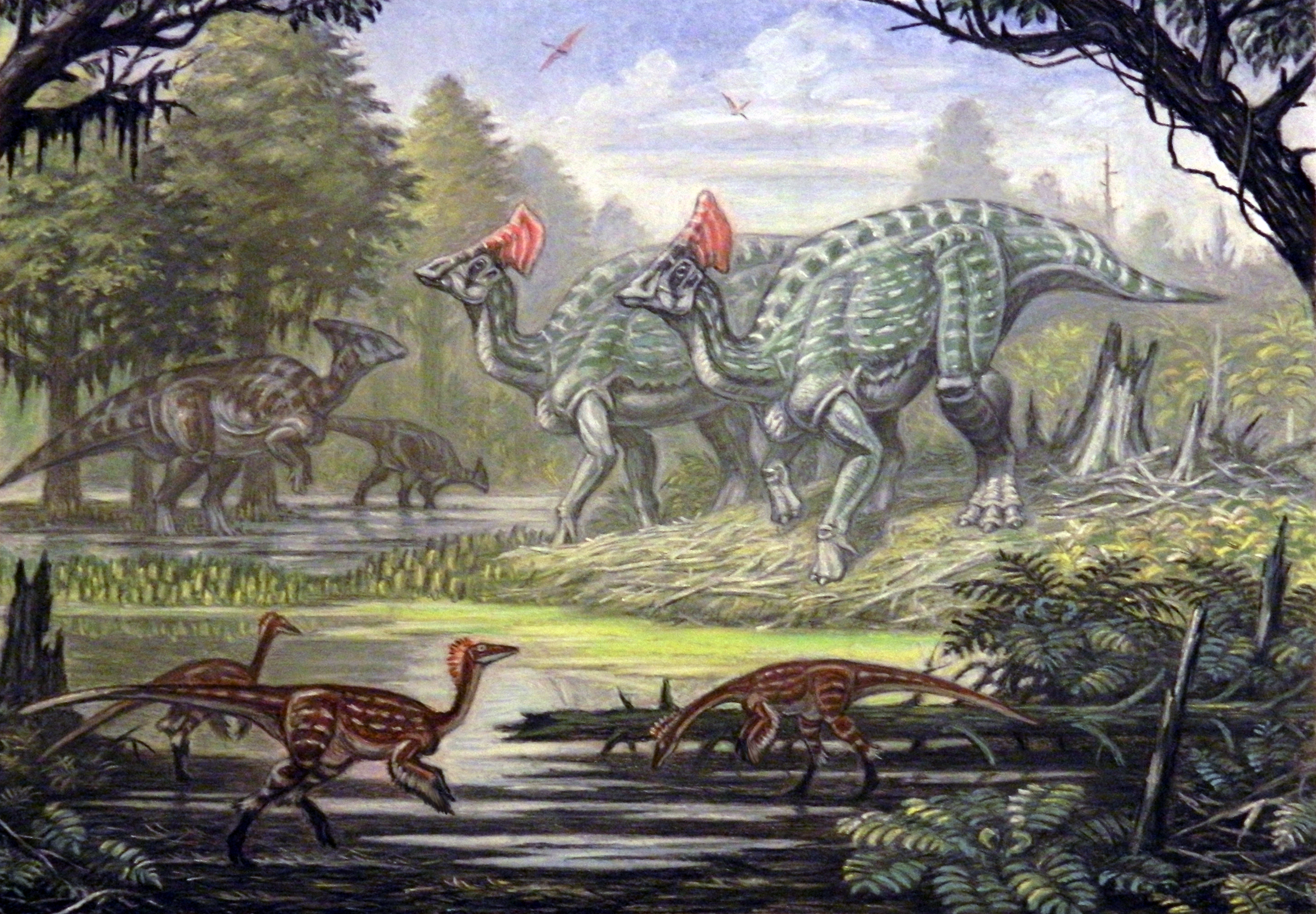
Олоротитан и харонозавр

Костеносный горизонт в Кундуре соответствует удурчуканской свите и предварительно датируется верхним маастрихтом. Ранее отложения удурчуканской свиты рассматривались как нижняя часть цагаянской свиты и датировались нижним—средним маастрихтом. Окаменелости включены в глинистые отложения. Судя по большому количеству неокатанного мелкообломочного материала, сходы селей с возвышенностей Буреинской котловины могли быть ответственны за гибель и захоронение многих животных, населявших эту местность.
На основе остатков из раскопа площадью около 100 м² известно, что олоротитан сосуществовал с родственными ему динозаврами харонозавром и базальным гадрозавридом амурозавром. На том же участке были обнаружены окаменелости черепах (Amuremys planicostata), крокодиломорф (Shamosuchus sp.), теропод, завропод и нодозаврид. Также на территории Амурской области в породах того же возраста были обнаружены остатки керберозавра. В отличие от Северной Америки, где окаменелости ламбеозаврин практически не встречаются в отложениях маастрихтского яруса, в России и азиатских странах их остатки датируемые этим временем широко распространены и разнообразны, что указывает на разницу в экологии и климате.